# Pittsburg (California)
Pittsburg è una città industriale della contea di Contra Costa, in California. La popolazione era di 63.264 abitanti al censimento del 2010. Si trova sulla sponda meridionale della baia di Suisun nella regione di East Bay della San Francisco Bay Area e fa parte dell'area del delta del fiume Sacramento-San Joaquin.

## Geografia fisica
Secondo lo United States Census Bureau, ha un'area totale di 19,16 mi² (49,62 km²).

## Storia
Nel 1849, il colonnello Jonathan D. Stevenson (di New York) acquistò la concessione terriera del Rancho Los Medanos e progettò una città che chiamò New York of the Pacific. Nel 1850, questa impresa fallì. Con la scoperta del carbone nella vicina città di Nortonville, il posto divenne un porto per il carbone e adottò il nome Black Diamond, intitolato alla società mineraria che costruì la Black Diamond Coal Mining Railroad da lì a Nortonville. A causa del potenziale industriale del sito, nel 1909 fu proposto un cambio di nome in Pittsburg.
Pittsburg, originariamente fondata nel 1839, fu chiamata prima "New York Landing", poi "Black Diamond", prima che i cittadini votassero su "Pittsburg" l'11 febbraio 1911. Il nome fu scelto per onorare Pittsburgh, Pennsylvania, come le due città condividano un comune patrimonio siderurgico e minerario. Questo cambio di nome avvenne in un momento in cui il nome di Pittsburgh, Pennsylvania, era più comunemente scritta senza la "h".
Nel 1910, la Columbia Steel aprì la sua acciaieria della California a Pittsburg con una fonderia e un equipaggio di 60 dipendenti. Ha realizzato getti di acciaio per le industrie del dragaggio, del legname e della navigazione. Nel 1930, la Columbia divenne una filiale della U.S. Steel Company. L'impianto ha continuato a crescere fino ai primi anni 1950, raggiungendo un organico di picco di 5.200 dipendenti. Quando i mercati per i suoi prodotti si sono schiantati. La società madre (dal 1986, rinominata USS Company) si era fusa con la Korean Pohang Iron and Steel Company. Insieme hanno investito 450 milioni di dollari trasformando lo stabilimento di Pittsburg in un moderno mulino per prodotti piani, rinominato USS-Posco. A partire dal 1999, la struttura impiegava 970 lavoratori e spediva oltre 1,6 milioni di tonnellate all'anno di acciaio a oltre 175 clienti negli Stati Uniti occidentali, in Messico, in Canada e nell'anello del Pacifico.
Il sito originale della città si affaccia sul delta del fiume Sacramento/San Joaquin, riflettendo le sue origini come porto fluviale di acque profonde. (A partire dal 1º gennaio 2007, la legislazione statale [Assembly Bill 2324] ha permesso alla città di gestire il proprio lungofiume per lo sviluppo commerciale e le successive operazioni portuali). Sin dai primi anni 1900, la città si è sviluppata nell'entroterra meridionale, per poi estendersi verso est e ovest lungo la State Route 4, ora una superstrada che trasportava pendolari residenti in posti di lavoro nella regione di San Francisco Bay-Oakland. Nel processo, l'ex città di Cornwall, California, fu assorbita. La città ha goduto di una continua crescita di riqualificazione residenziale vicino al suo confine settentrionale, così come la costruzione in corso di importanti suddivisioni nelle colline sud-ovest, tra cui San Marco Villas. Al censimento del 2000, la città aveva una popolazione totale di 56.769 abitanti.
Camp Stoneman, che si trova nell'area, era un'importante area di sosta per lo United States Army durante la seconda guerra mondiale e la guerra di Corea.
L'ufficio postale fu inaugurato nel 1868 come Black Diamond, e cambiò il suo nome con quello della città nel 1911.
Durante i primi anni 1900, molti pescatori siciliani di Isola delle Femmine vicino a Palermo si stabilirono in quella che sarebbe diventata Pittsburg.

## Società

### Evoluzione demografica
Secondo il censimento del 2010, la popolazione era di 63.264 abitanti.

### Etnie e minoranze straniere
Secondo il censimento del 2010, la composizione etnica della città era formata dal 36,5% di bianchi, il 17,7% di afroamericani, lo 0,8% di nativi americani, il 15,6% di asiatici, l'1,0% di oceanici, il 21,0% di altre razze, e il 7,3% di due o più etnie. Ispanici o latinos di qualunque razza erano il 42,4% della popolazione.

## Amministrazione

### Gemellaggi
- Isola delle Femmine